# 조지 마이컨
조지 로런스 마이컨 주니어(영어: George Lawrence Mikan, Jr., 1924년 6월 18일 ~ 2005년 6월 1일)는 미국의 농구 선수이며이며 미국 농구 역사상 경기 중 덩크슛을 꽂은 최초의 선수이기도 했다.